# Chicago Grand Prix 1975
Il Chicago Grand Prix 1975 è stato un torneo di tennis giocato sul sintetico indoor. È stata la 1ª edizione del Chicago Grand Prix, che fa parte del Commercial Union Assurance Grand Prix 1975. Si è giocato a Chicago negli USA, dal 14 al 20 luglio 1975.

## Campioni

### Singolare
Roscoe Tanner ha battuto in finale  John Alexander con il punteggio di 6–1 6–7 7–6

### Doppio
John Alexander /  Phil Dent hanno battuto in finale  Mike Cahill /  John Whitlinger con il punteggio di 6–3, 6–4